# Sant Andreu de la Barca
Sant Andreu de la Barca est une commune de la comarque de Baix Llobregat dans la province de Barcelone en Catalogne (Espagne).

## Géographie
Commune située dans l'Àrea Metropolitana de Barcelona

## Économie
La ville possède une vaste zone industrielle.
Dans le secteur du papier, StoraEnso y possède une usine de recyclage de papiers.
Dans le secteur de la chimie, Clariant y possède une usine.